# Lionel Bilgo
Lionel Joël l Wendkouni Bilgo, né le 21 octobre 1981 à Ouagadougou est un économiste, écrivain, analyste politique et homme d'Etat Burkinabè.  Il est l’auteur du livre «Burkina Faso : du rêve à l’action, créons demain». Il est le ministre de l'Education nationale,,,du gouvernement de la Transition digérée par Paul-Henri  Sandaogo Damiba.

## Biographie
Lionel Joël l Wendkouni Bilgo, est diplômé de l’École supérieure de commerce et de gestion de Paris. Initiateur du concept « Soldats je vous aime », il encourage avec d’autres jeunes burkinabè comme Smarty, Alif Naaba, les soldats affligés par les attaques terroristes. Il est critique pour une bonne gouvernance et la lutte contre la corruption au Burkina Faso. En mars 2022, Lionel Bilgo fait son entrée dans le gouvernement de transition.

## Vie associative
Lionel Bilgo est le président de l’association African Golden pour un renouveau africain. L’association African Golden organise chaque mois des séries de conférences-débats avec des personnalités africaines comme Dr Abdoulaye Ly, Mélégué Traoré, ancien président de l’assemblée nationale du Burkina Faso, Aminata Traoré, écrivaine malienne, diffusés sur la télévision BF1.

## Ouvrages
«Burkina Faso: du rêve à l’action, créons demain»,